# Prosek, Srbija
Prosek (izvirno srbsko Просек) je naselje v Srbiji, ki upravno spada pod Občino Niška Banja; slednja pa je del Niškega upravnega okraja.

## Demografija
V naselju, katerega izvirno (srbsko-cirilično) ime je povprečno, živi 510 polnoletnih prebivalcev, pri čemer je njihova povprečna starost 44,0 let (43,6 pri moških in 44,5 pri ženskah). Naselje ima 220 gospodinjstev, pri čemer je povprečno število članov na gospodinjstvo 2,73.
To naselje je, glede na rezultate popisa iz leta 2002, večinoma srbsko, a v času zadnjih 3 popisov je opazen porast števila prebivalcev.
|  |

| Demografija | Demografija     | Demografija     |
| Leto        | Št. prebivalcev | Št. prebivalcev |
| ----------- | --------------- | --------------- |
|             |                 |                 |
|             |                 |                 |
|             |                 |                 |
|             |                 |                 |
| 1948        | 287             |                 |
| 1953        | 318             |                 |
| 1961        | 328             |                 |
| 1971        | 384             |                 |
| 1981        | 438             |                 |
| 1991        | 470             | 470             |
| 2002        | 612             | 600             |
|             |                 |                 |

| Etnična sestava po popisu iz leta 2002 | Etnična sestava po popisu iz leta 2002 | Etnična sestava po popisu iz leta 2002 | Etnična sestava po popisu iz leta 2002 | Etnična sestava po popisu iz leta 2002 |
| -------------------------------------- | -------------------------------------- | -------------------------------------- | -------------------------------------- | -------------------------------------- |
| Srbi                                   | Srbi                                   |                                        | 557                                    | 92,83%                                 |
| Romi                                   | Romi                                   |                                        | 11                                     | 1,83%                                  |
| Jugoslovani                            | Jugoslovani                            |                                        | 7                                      | 1,16%                                  |
| Bolgari                                | Bolgari                                |                                        | 3                                      | 0,5%                                   |
| Črnogorci                              | Črnogorci                              |                                        | 2                                      | 0,33%                                  |
| Slovenci                               | Slovenci                               |                                        | 1                                      | 0,16%                                  |
| Makedonci                              | Makedonci                              |                                        | 1                                      | 0,16%                                  |
| Neznano                                | Neznano                                |                                        | 17                                     | 2,83%                                  |